# ادسون سیتا
ادسون سیتا (به پرتغالی: Edson Feliciano Sitta) مدافع، مدافع اهل برزیل است که در شهر سائو برناردو دو کامپو و در تاریخ ۱۷ ژوئن ۱۹۸۳ به دنیا آمده‌است.
ادسون سیتا در تیم‌های فوتبال Juventus-SP سابقهٔ حضور دارد.